# Sant Marc i Santa Maria d'Encamp
Sant Marc i Santa Maria d'Encamp és una església de la parròquia d'Encamp (Andorra). D'origen romànic del segle xii, encara que hi han indicis arqueològics dins la nau de la presencia d'un mausoleu de l'Època romana —segles III-IV—, va ser reformada els segles xvi i xviii amb uns nous absis i nau. Actualment es troba dins del cementiri comunal construït el 1936; va ser declarada bé d'interès cultural el juny de 2003.

## Descripció

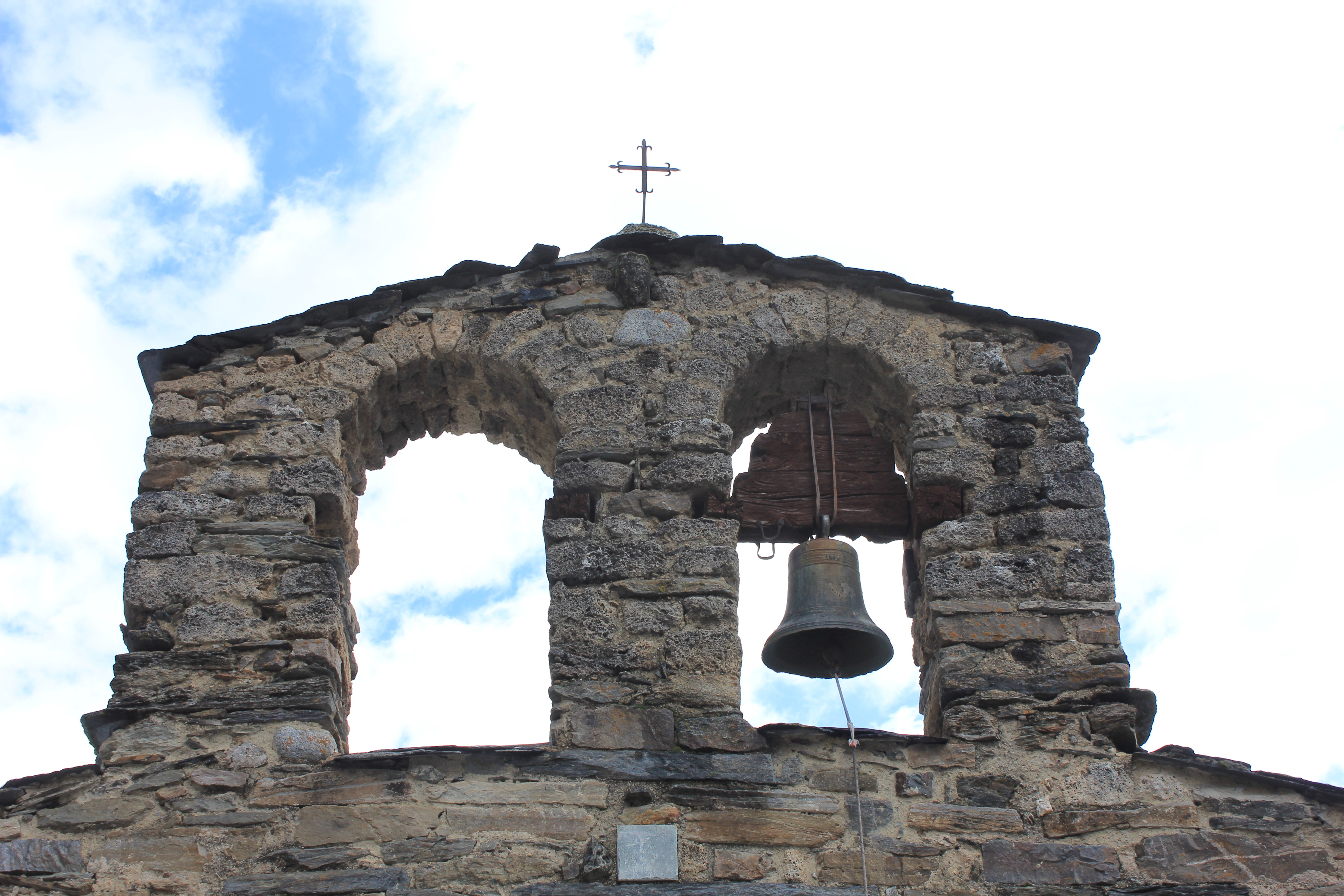
Vista del campanar d'espadanya amb els dos ulls

La planta és d'una sola nau rectangular originàriament acabada en un absis semicircular modificat el segle xvi per un absis trapezoïdal. Es conserven uns fragments de pintures murals romàniques trobades en la base dels murs.
La nau es va refer al segle xviii; a l'interior es troba un cor i la base d'un altar romànic amb un reconditori —buit destinat a guardar relíquies. També conté un retaule del segle xvii, policromat, que mostra escenes de la vida de santa Maria. Sobre la porta d'entrada hi ha inscrita la data 1712. El mur sud-oest és de la primitiva església romànica. Està coronat per un campanar d'espadanya de dos ulls amb arcs de mig punt. En la part superior del campanar, sota la coberta de pissarra, hi ha dos caps humans esculpits de manera molt tosca.